# 日髙剛
日髙 剛（ひだか たけし、Takeshi Hidaka、1972年3月18日 - ）は、日本のホルン奏者。宮崎県都城市出身。

## 来歴
長崎大学経済学部を卒業後、東京藝術大学、オランダ・マーストリヒト音楽院にてホルンを学ぶ。エーリヒ・ペンツェル、ウィル・サンダース、守山光三、山田眞、田原泰徳の各氏に師事。
2000年広島交響楽団に入団、その後日本フィルハーモニー交響楽団、読売日本交響楽団、NHK交響楽団ホルン奏者を2013年まで歴任した。2013年より東京藝術大学准教授。国立音楽大学講師・昭和音楽大学・相愛大学各講師。名古屋音楽大学客員教授。
日本センチュリー交響楽団首席客演奏者。新日本フィルハーモニー交響楽団首席ホルン奏者を務める。
ホルンアンサンブル「つの笛集団」、THE HORN QUARTET、木管五重奏Wind Fiveメンバー。

## 人物
演奏活動はオーケストラを始め、ソロや室内楽、音楽と美術のコラボレーション、病院やリハビリテーション施設におけるアウトリーチ活動、長崎県地域プランディング推進委員として、長崎県特に五島における文化芸術事業の企画運営に注力。国内外でワークショップを行い後進の育成も手掛けており、これまでに、第43回国際ホルン協会シンポジウム (ロサンゼルス・U.S.A.)、The International Hornweek（マーストリヒト・オランダ)、シベリウス音楽院（フィンランド）、嘉義市（台湾）にてリサイタルやマスタークラスを開催した。
宮崎国際音楽祭、霧島国際音楽祭、木曽音楽祭、北九州国際音楽祭、軽井沢国際音楽祭にも参加している。
日本のオーケストラとモーツァルトやリヒャルト・シュトラウス、レインゴリト・グリエール、ロベルト・シューマン：4つのホルン為のコンツェルトシュトゥック等のホルン協奏曲を多数共演している。

## リリースCD
| 発売日 | タイトル                                | レーベル               | 規格 | 備考                                                      |
| ------ | --------------------------------------- | ---------------------- | ---- | --------------------------------------------------------- |
| 2012年 | Variation for Horn！                    | フォンテック           | CD   | ファースト・ソロアルバム。                                |
| 2015年 | HORIZON〜日髙剛／究極のホルン作品集     | カメラータ・トウキョウ | CD   | ナチュラルホルンとフォルテピアノ他8種の楽器を用いた演奏。 |
| 2023年 | R.シュトラウス:ホルン協奏曲 第1番&第2番 | オクタヴィア・レコード | CD   | 日髙剛による、リヒャルト・シュトラウスのホルン協奏曲CD。  |